# Torneo de Nanchang 2015
El Jiangxi International Women's Tennis Open 2015 es un torneo de tenis profesional jugado en canchas duras. Se trata de la inaugural del torneo, que es parte de la WTA 125s de 2015. Se llevará a cabo en Nanchang, China, entre el 27 de julio al 2 de agosto de 2015.

## Cabezas de serie

### Individuales
| Tenista         | Ranking | Preclasificada |
| Jelena Jankovic | 25      | 1              |
| Zheng Saisai    | 66      | 2              |
| Wang Qiang      | 102     | 3              |
| Hsieh Su-wei    | 109     | 4              |
| Duan Yingying   | 113     | 5              |
| Luksika Kumkhum | 122     | 6              |
| Yafan Wang      | 125     | 7              |
| Liu Fangzhou    | 144     | 8              |

- Ranking del 13 de julio de 2015

### Dobles
| Tenista                     | Ranking | Preclasificada |
| Chan Chin-wei Wang Yafan    | 163     | 1              |
| Han Xinyun Zhang Kailin     | 191     | 2              |
| Chang Kai-chen Zheng Saisai | 258     | 3              |
| Liang Chen Zhang Ling       | 304     | 4              |

## Campeonas

### Individuales femeninos
Jelena Janković venció a  Chang Kai-chen por 6-3, 7-6(8-6)

### Dobles femenino
Chang Kai-chen /  Zheng Saisai vencieron a  Chan Chin-wei /  Wang Yafan por 6-3, 4-6, [10-3]